# امیره (فیلم)
امیره (عربی: أميرة) یک فیلم درام عربی محصول سال ۲۰۲۱ به کارگردانی محمد دیاب، فیلمساز مصری است. این فیلم توسط محمد حفظی برای «فیلم کلینیک»، مونا عبدالوهاب برای «آگورا سمعی و بصری»، معز مسعود برای «آکامدیا پیکچرز» در تولید مشترک با یوسف الطاهر برای «تولید رسانه ای طاهر» و رولا ناصر برای «ایمیجیناریوم فیلمز» تهیه شده‌است. تارا عبود در این فیلم نقش اصلی را بازی می‌کند و صبا مبارک و علی سلیمان نقش‌های مکمل را بازی می‌کنند. این فیلم حول محور امیره، یک نوجوان ۱۷ ساله فلسطینی است که به او گفته می‌شود که او با اسپرم قاچاق پدر زندانی اش، نَوار، متولد شده‌است.
این اولین فیلم یک کارگردان مصری است که در فلسطین می‌گذرد. امیره اولین نمایش جهانی خود را در جشنواره بین‌المللی فیلم ونیز در ۳ سپتامبر ۲۰۲۱ انجام داد که برندهٔ دو جایزه شد. این فیلم در ماه اوت، برای رقابت در مسابقه فیلم داستانی بلند در پنجمین دوره «جشنواره فیلم الگونه» مصر (GFF) انتخاب شد که اولین نمایش جهانی آن در جهان عرب بود.
امیره از طرف کشور اردن به‌عنوان نامزد برای بهترین فیلم بلند بین‌المللی در نود و چهارمین دوره جوایز اسکار انتخاب شد، اما به دلیل جنجال پیرامون موضوع فیلم، توسط کمیسیون فیلم سلطنتی اردن پس گرفته شد. این فیلم که دربارهٔ یک دختر فلسطینی است که متوجه می‌شود پدر واقعی‌اش یک زندانبان اسرائیلی است نه یک زندانی فلسطینی، مورد انتقاد قرار گرفت.